# Кузьмина, Наталья Сергеевна
Наталья Кузьмина (18 сентября 1992, Миасс, Челябинская область) — российская футболистка, полузащитница.

## Биография
Воспитанница миасского футбола. Во взрослых соревнованиях начала участвовать после окончания школы в мини-футбольной команде «УПИ-Ява» (Екатеринбург). Затем выступала в большом футболе в первой лиге России за «Запсибколледж» (Тюмень) и «Агидель» (Уфа). В 2011 году после финального турнира первого дивизиона была вызвана на сборы в расширенный состав сборной России, но в официальных матчах не участвовала. Тогда же получила приглашение в один из ведущих клубов России — «Звезда-2005» (Пермь), но не пробилась в основной состав из-за проблем со здоровьем. В 2013 году выступала в первенстве Свердловской области за клуб «Родина-66» (Екатеринбург).
В 2014 году дебютировала в высшей лиге России в составе команды «Кубаночка». Первый матч сыграла 13 апреля 2014 года против «Россиянки», а всего провела 4 матча. В 2015 году снова играла в первой лиге за «Агидель», а следующий сезон пропустила по семейным обстоятельствам.
В 2017 году выступала в высшей лиге за «Енисей» (Красноярск), сыграла 12 матчей. В 2018 году перешла в «Рязань-ВДВ», клуб по итогам сезона завоевал чемпионский титул, однако спортсменка ни разу не вышла на поле. В 2019 году перешла в клуб первого дивизиона «Дончанка» (Новошахтинск), с 2021 года преобразованный в «Ростов» и играющий в высшей лиге. Однако в высшей лиге не сыграла за «Ростов» и была отзаявлена в ходе сезона. В сезоне 2023 в составе сборной Челябинской области участвовала в розыгрыше Первой лиги 2023, где заняла 7 место.
Окончила Уральский государственный университет физической культуры и спорта.